# 33871 Locastillo
33871 Locastillo è un asteroide della fascia principale. Scoperto nel 2000, presenta un'orbita caratterizzata da un semiasse maggiore pari a 2,2072918 au e da un'eccentricità di 0,0355217, inclinata di 2,77327° rispetto all'eclittica.